# Dragan Dešić
Dragan Dešić (ur. 29 grudnia 1990) – serbski zapaśnik walczący przeważnie w stylu klasycznym. Zajął siedemnaste miejsce na mistrzostwach Europy w 2012. Brązowy medalista mistrzostw śródziemnomorskich w 2011, 2012 i 2015 roku.